# Яблонне (Тверська область)
Яблонне (рос. Яблонное) — присілок в Бежецькому районі Тверської області Російської Федерації.
Населення становить 38 осіб. Входить до складу муніципального утворення Борківське сільське поселення.

## Історія
Від 2005 року входить до складу муніципального утворення Борковське сільське поселення.

## Населення
| 1859 | 1887 | 2008 | 2010 |
| ---- | ---- | ---- | ---- |
| 268  | ↗331 | ↘43  | ↘38  |